# Palladodymit
Palladodymit ist ein sehr selten vorkommendes Mineral aus der Mineralklasse der „Sulfide und Sulfosalze“. Es kristallisiert im orthorhombischen Kristallsystem mit der chemischen Zusammensetzung (Pd,Rh)2As, wobei die in den runden Klammern angegebenen Elemente Palladium und Rhodium sich in der Formel jeweils gegenseitig vertreten können (Substitution, Diadochie), jedoch immer im selben Mengenverhältnis zum beteiligten Arsen stehen.
Palladodymit konnte bisher nur in Form von 30 μm × 70 μm großen Einschlüssen in Ruthenium gefunden werden. Unter dem Auflichtmikroskop weist Palladodymit eine bräunlichgraue Farbe mit einem Stich ins Bläuliche auf.

## Etymologie und Geschichte
Erstmals entdeckt wurde Palladodymit in einer Seifenlagerstätte am Miass in der russischen Oblast Tscheljabinsk und beschrieben 1999 von Britvin, Rudashevsky, Bogdanova und Shcherbachev, die dem Mineral in Anlehnung an seine Zusammensetzung und der Tatsache, dass es als Palladium-Analogon des Rhodarsenid im übertragenen Sinn dessen Zwilling ist (griechisch δυμο [dymo]), den Namen Palladodymit gaben.

## Klassifikation
In der veralteten 8. Auflage der Mineralsystematik nach Strunz war der Palladodymit noch nicht aufgeführt.
In der zuletzt 2018 überarbeiteten Lapis-Systematik nach Stefan Weiß, die formal auf der alten Systematik von Karl Hugo Strunz in der 8. Auflage basiert, erhielt das Mineral die System- und Mineralnummer II/A.05-102. Dies entspricht der Klasse der „Sulfide und Sulfosalze“ und dort der Abteilung „Legierungen und legierungsartige Verbindungen“, wo Palladodymit zusammen mit Arsenopalladinit, Atheneit, Genkinit, Isomertieit, Majakit, Menshikovit, Mertieit, Miessiit, Naldrettit, Palladoarsenid, Palladobismutoarsenid, Polkanovit, Pseudomertieit, Rhodarsenid, Stibiopalladinit, Stillwaterit, Törnroosit, Ungavait, Vincentit und Zaccariniit eine unbenannte Gruppe mit der Systemnummer II/A.05 bildet.
Die von der International Mineralogical Association (IMA) zuletzt 2009 aktualisierte 9. Auflage der Strunz’schen Mineralsystematik ordnet den Palladodymit in die Klasse der „Sulfide und Sulfosalze (Sulfide, Selenide, Telluride, Arsenide, Antimonide, Bismutide, Sulfarsenide, Sulfantimonide, Sulfbismutide)“ und dort in die Abteilung „Legierungen und legierungsartige Verbindungen“ ein. Hier ist das Mineral in der Unterabteilung „Legierungen von Halbmetallen mit Platin-Gruppen-Elementen (PGE)“ zu finden, wo es als einziges Mitglied eine unbenannte Gruppe mit der Systemnummer 2.AC.25c bildet.
In der vorwiegend im englischen Sprachraum gebräuchlichen Systematik der Minerale nach Dana hat Palladodymit die System- und Mineralnummer 02.04.19.02. Das entspricht der Klasse der „Sulfide und Sulfosalze“ und dort der Abteilung „Sulfidminerale“. Hier findet er sich innerhalb der Unterabteilung „Sulfide – einschließlich Seleniden und Telluriden – mit der Zusammensetzung AmBnXp, mit (m+n):p=2:1“ in einer unbenannten Gruppe mit der Systemnummer 02.04.19, in der auch Rhodarsenid eingeordnet ist.

## Bildung und Fundorte
Als Begleitminerale traten unter anderem Ruthenium, Isoferroplatin, Cherepanovit, rhodiumhaltiger Irarsit, Hongshiit, Sperrylith, Tulameenit und einige unbenannte Iridium-Arsen-Tellur-Verbindungen.
Neben seiner Typlokalität Miass in Russland konnte Palladodymit bisher (Stand: 2012) nur noch bei Pefki im Pindosgebirge in Griechenland gefunden werden.

## Kristallstruktur
Palladodymit kristallisiert orthorhombisch in der Raumgruppe Pnma (Raumgruppen-Nr. 62) mit den Gitterparametern a = 5,91 Å; b = 3,90 Å und c = 7,34 Å sowie 4 Formeleinheiten pro Elementarzelle.